# 12068 Хандріка
12068 Хандріка (12068 Khandrika) — астероїд головного поясу, відкритий 20 березня 1998 року.
Тіссеранів параметр щодо Юпітера — 3,566.